# 王炎 (1918年)
王炎（1918年—2000年10月17日），男，直隶（今河北）临城人，中华人民共和国政治人物，曾任福建省人民政府副省长，福建省人大常委会副主任。